# Анакреонт
Анакрео́нт (Анакрео́н, др.-греч. Ἀνακρέων, 570/559 — 485/478 до н. э.) — древнегреческий лирический поэт, один из Девяти лириков.

## Жизнь
О происхождении и жизни Анакреонта известно немногое. Анакреонт родился в городе Теосе в Ионии. Источники упоминают четыре возможных имени его отца: Скифиан, Эвмел, Парфений, Аристокрит.
Около 545 года до н. э., перед завоеванием Теоса персами, вместе с группой сограждан Анакреонт успел бежать во Фракию, где теоссцы восстановили колонию Абдеры (греческие города Малой Азии вскоре после этого были захвачены Гарпагом, одним из военачальников Кира Великого). Перед изгнанием Анакреонту, по-видимому, довелось принять участие в боевых действиях, в которых, по его собственному признанию, он не отличился.
Спустя некоторое время Анакреонт получил приглашение от тирана Самоса Поликрата, при дворе которого находился до 522 года до н. э. Анакреонт упоминает, что был у тирана наставником; о том, что он пользовался у Поликрата доверием, упоминает Геродот. В ответ на расположение и протекцию, Анакреонт посвятил своему патрону серию хвалебных од.
После гибели Поликрата Анакреонт переехал в Афины, ко двору тирана Гиппарха, сына Писистрата. Гиппарх, который унаследовал литературные вкусы своего отца, направил за Анакреонтом специальное посольство на пятидесятивесельной галере. В Афинах Анакреонт познакомился с Симонидом и другими членами блестящего поэтического окружения, собравшегося при дворе Гиппарха.
Время и место смерти Анакреонта неизвестны. Когда после убийства Гиппарха общество литераторов распалось, Анакреонт, вероятно, вернулся в свой родной Теос, где, по свидетельству эпитафии, приписываемой Симониду, умер и был похоронен. По другим свидетельствам, прежде чем вернуться в Теос, Анакреонт сопровождал Симонида в Фессалию, ко двору Эхекратида, царя фессалийской династии Элеадов.
Лукиан упоминает Анакреонта в числе прославленных долгожителей; по его сведениям, Анакреонт умер в возрасте 85 лет. По истории, которую приводит Плиний Старший, Анакреонт умер, поперхнувшись виноградной косточкой (история представляется анекдотичной и вряд ли заслуживает серьёзного рассмотрения).
В Афинах Анакреонт пользовался огромной популярностью; например, на Акрополе Анакреонту была установлена статуя, рядом со статуей его друга Ксантиппа. На нескольких теосских монетах Анакреонт представлен с лирой в руках, иногда сидя, иногда стоя. В 1835 году в районе Сабинских гор в Италии была найдена статуя, хранящаяся сегодня в Галерее Боргезе; считается, что эта статуя изображает Анакреонта.

## Творчество
Стихи Анакреонта, написанные на ионийском диалекте греческого языка, предназначались для сольного пения или декламации в сопровождении музыкального инструмента (вероятно, лиры, отсюда говорят о «лирике» Анакреонта).
Афиней и «Суда» упоминают о пяти книгах текстов Анакреонта, подготовленных в Александрийской школе; три книги лирических произведений, одна — ямбических и одна — элегических. До наших дней дошли незначительные фрагменты, собранные из цитат позднейших авторов.
В число лирических сочинений, помимо гимнов и парфениев (хоровых песен, исполнявшихся девушками), входят также любовные песни и стихотворения-жалобы на скоротечность молодости и быстрый приход старости. Инвективные интонации встречаются в ямбических сочинениях; наиболее известные здесь — обращение к «фракийскому жеребенку», строптивость которого нуждается в укрощении; злобный выпад против богатого выскочки по имени Артемон.
Анакреонт — наследник Алкея и Сапфо; однако тон его текстов более светский и более насмешливый. Концепция Анакреонта характеризуется простотой в восприятии мира, иронией по отношению к самому себе; глубокое чувство и страсть у Анакреонта отсутствуют. Основные мотивы — размеренное, сознательно культивируемое наслаждение радостями жизни: любовью, вином, пирами, свободой мысли; эмоциональный фон — предчувствие смерти и тягот старости.
В эпоху политических и социальных переворотов, когда на глазах Анакреонта так часто падали одни и возвышались другие, поэт «ценил легкие, мимолетные радости, стремился к настоящему, презирал превратности будущего и забывал о невозвратном прошлом». Культ настоящего у Анакреонта, тем не менее, проникнут духом умеренности, оргиастичность ему чужда; вино «разбавлено водой, чтобы песня за чашей оставалась стройной». Афиней замечает, что Анакреонт «был трезвым, когда писал»; сам Анакреонт (а позже — подражавший ему Гораций) решительно отвергает «скифство» с его буйством; поэт воспевает «любовь к согласному гимну за полной чашей».
В стихах Анакреонта нередко упоминаются красивые мальчики, которых Поликрат, по примеру азиатских царей, держал у себя при дворе. Однако Элиан утверждает «Поэт не был развратником. Он любил больше душу, чем тело».
Анакреонт был известен также как сочинитель гимнов. Наиболее известны и считаются лучшими два коротких гимна Артемиде и Дионису (сохранилось восемь и одиннадцать строк соответственно).

## Влияние
Анакреонт не был «пьяницей и волокитой», каким его нередко представляет традиция; такую репутацию поэту создали множество подражаний позднейших эпох, в частности некоторые эпиграммы (в которых напр. ему приписывается «тройное поклонение» музе, вину и любви) и сборник, известный под названием «Anacreontea». Подражание Анакреону породило так называемую анакреонтическую поэзию поздней античности, Возрождения и Просвещения.
Сборник «Anacreontea» сохранился в рукописи X века и был опубликован в 1554 году вместе с латинским переводом Анри Этьена (о происхождении самой рукописи ничего не известно). Сборник содержит иногда очень изящные, в стиле и духе Анакреона стихотворения, тем не менее чрезмерно подчеркивающие любовный или застольный момент. Тонкую свежесть оригинала часто сменяет приторная (хотя иногда признанно обаятельная) фривольность, не свойственная самому Анакреону. Сборник был написан в александрийскую (и частью более позднюю) эпоху, когда этот жанр был в моде среди богатых классов больших торговых городов. Этот сборник впоследствии и создал славу Анакреону и вызывал неоднократные подражания в позднейшей литературе.
Большая популярность поэта в Европе в XVII—XVIII веках восходит именно к псевдоанакреонтической поэзии. Увлечение философией Эпикура, распространенное в Европе этого времени, благоприятствовало развитию современной анакреонтической поэзии. Во Франции произведения в рамках этой традиции создавали Э. Парни, А. Шенье, Вольтер, П. Беранже, Шольё; в Италии — Луи-Виктор Савиоли; в Германии — Глейм, Хагедорн, Лессинг; в Англии — М. Прайор, Э. Уоллер, Дж. Гей.

## Анакреонт в России
Подражание древним: Анакреонт

А. Н. Майков (1843)

Пусть гордится старый дед

Внуков резвою семьею,

Витязь — пленников толпою

И трофеями побед;

Красота морей зыбучих —

Паруса судов летучих;

Честь народов — мудрый круг

Патриархов в блеске власти;

Для меня ж милей, мой друг,

В пору бури и ненастий

В теплой хижине очаг,

Пня дубового отрубок

Да в руках тяжелый кубок,

В кубке хмель и хмель в речах.

Анакреонтическая традиция в русской литературе начинается с Антиоха Кантемира, опубликовавшего в 1736 году 55 стихотворений Анакреона в своём переводе. Михаил Ломоносов, написавший около 1760 г. свой «Разговор с Анакреоном» — русское переложение пяти стихотворений Анакреона, на каждое из которых следует собственный стихотворный ответ Ломоносова, — стоял у истоков русской анакреонтической лирики. Анакреона переводила Елизавета Кульман в начале XIX века.  Переложения Анакреона, разной степени вольности, создавали Гавриил Державин, Константин Батюшков, Александр Пушкин.  Систематическую работу по переводу Анакреона начали в конце XVIII века Иван Мартынов и Николай Львов, во второй половине XIX века значительные по объёму и вкладу публикации переводов Анакреона сделали Лев Мей, Александр Баженов, Василий Водовозов — труд каждого из трёх переводчиков претендовал на полноту, однако понятия их о полноте собрания расходились, поскольку в наследие Анакреона входит множество отрывков и осколков, в том числе однострочных (их включил в свой перевод только Мей, и далеко не все). По мнению Мея, «образцовый перевод Анакреоновых песен невозможен, но, вместе с тем, мало-мальски литературный перевод их необходим для каждой словесности». В начале XX века бо́льшую часть стихотворений и отрывков Анакреона заново перевёл В. В. Вересаев, работал с переводами Анакреона и Григорий Церетели. Во второй половине столетия вклад в переводы Анакреона внесли Сергей Ошеров, Яков Голосовкер, Виктор Ярхо.

## Сочинения
- Стихотворения Анакреонта Теосского. СПб., 1829
- Песни Анакреонта. В пер. А. Баженова, М., 1861
- Анакреонт. В пер. Водовозова, СПБ., 1888
- Анакреонт. Первое полное собрание его сочинений в переводах русских писателей. СПб., 1896
- В сб.: Античная лирика. М., 1968